# ファン・ライン (小惑星)
ファン・ライン (2203 van Rhijn) は、小惑星帯にある小惑星。ヘンドリク・ファン・ヘントがヨハネスブルグで発見した。
オランダ人の天文学者、ピーター・ヨハンネス・ファン・ラインから名付けられた。